# 폭스바겐 그룹 MEB 플랫폼
폭스바겐 그룹 MEB 플랫폼(독일어: Modularer E-Antriebs Baukasten, '모듈형 전기 구동 툴킷')은 폭스바겐 그룹과 그 자회사들이 개발한 전기자동차용 모듈형 자동차 플랫폼이다.
이 플랫폼은 아우디, 쿠프라, 스코다, 폭스바겐 모델뿐만 아니라 포드와의 파트너십을 통해 사용된다. 폭스바겐 그룹은 이 아키텍처가 "전자 제어 장치를 통합하고 마이크로프로세서 수를 줄이며, 새로운 운전자 보조 기술의 적용을 발전시키고 자동차 제조 방식을 다소 변경"하는 것을 목표로 한다.

## 계획
MEB 플랫폼은 2019년부터 2025년 사이에 새로운 배터리식 전기자동차 생산을 시작하려는 폭스바겐 전략의 일부이다. 2017년 폭스바겐 그룹은 2030년까지 12개 브랜드의 300개 모든 모델에 전기차 버전을 출시하며 내연기관에서 배터리 전기차로 점진적인 전환을 발표했다.
2018년 5월 현재, 폭스바겐 그룹은 전기차 배터리 공급에 US$48억 달러를 투자했으며 2022년 말까지 16개 공장을 전기차 생산 시설로 전환할 계획을 발표했다. 폭스바겐 브랜드 생산 차량은 2019년 말 독일 폭스바겐 츠비카우-모젤 공장에서 유럽 시장용으로 조립되기 시작했으며, 북미와 중국의 두 공장은 2020년에 생산을 시작하고 채터누가, 테네시 공장은 2022년에 생산을 시작했다. 스코다 브랜드 SUV 엔야크는 체코 믈라다볼레슬라프의 스코다 공장에서 전기 모터 및 전기차 배터리와 함께 생산된다.
2018년 11월 기준 현재 MEB 플랫폼은 두 가지 유형으로 개발될 예정이었다. 하나는 승용차용이고 다른 하나는 더 무거운 화물을 수용하는 유틸리티 자동차용이다. 폭스바겐은 또한 이 플랫폼이 경쟁사 제조업체에 조달 가능할 것이라고 밝혔다.
포드 모터 컴퍼니는 규모의 경제 혜택을 받기 위해 폭스바겐과 MEB 플랫폼에 대한 전략적 파트너십을 맺었다. 2024년 중반 현재 포드는 쾰른에서 MEB 기반의 포드 익스플로러 차량을 생산하고 있다.
2025년에 출시될 ID 에브리1과 ID.2는 MEB 엔트리 플랫폼을 기반으로 제작될 것이라고 보도되었다.

## 모델

### 생산 차량
2024년 현재, MEB 플랫폼은 9개의 핵심 모델을 기반으로 하며, 그 중 8개는 활발하게 생산되고 있어 총 13가지의 다양한 차량이 있다.
(하위 목록은 동일한 차량의 리배지 버전 또는 파생 모델을 나타낸다. 예를 들어, 쿠페 또는 화물)
- 아우디 Q4 e-트론 (2021년~현재)[16][17][18]
  - 아우디 Q4 스포츠백 e-트론 (2021년~현재)[19][18][17]
- 아우디 Q5 e-트론 (2021년~현재)
- 쿠프라 본 (2021년~현재)[20]
- 쿠프라 타바스칸 (2023년~현재)[21]
  - 폭스바겐 ID. UNYX 06 (2024년~현재)
- 포드 익스플로러 EV (2024년~현재)
- 포드 카프리 EV (2024년~현재)
- 스코다 엔야크 (2020년~현재)[3][22][23]
  - 스코다 엔야크 쿠페 (2022년~현재)
- 스코다 엘록 (2025년~현재)
- 폭스바겐 ID.3 (2019년~현재)[24][25]
- 폭스바겐 ID.4 (2020년~현재)[26][27]
  - 폭스바겐 ID.5 (2021년~현재)[28]
- 폭스바겐 ID.6 (2021년~현재)[29]
- 폭스바겐 ID.7 (2023년~현재)
  - 폭스바겐 ID.7 투어러 (2024년~현재)
- 폭스바겐 ID. 버즈 (2022년~현재)[30]
  - 폭스바겐 ID. 버즈 카고 (2022년~현재)

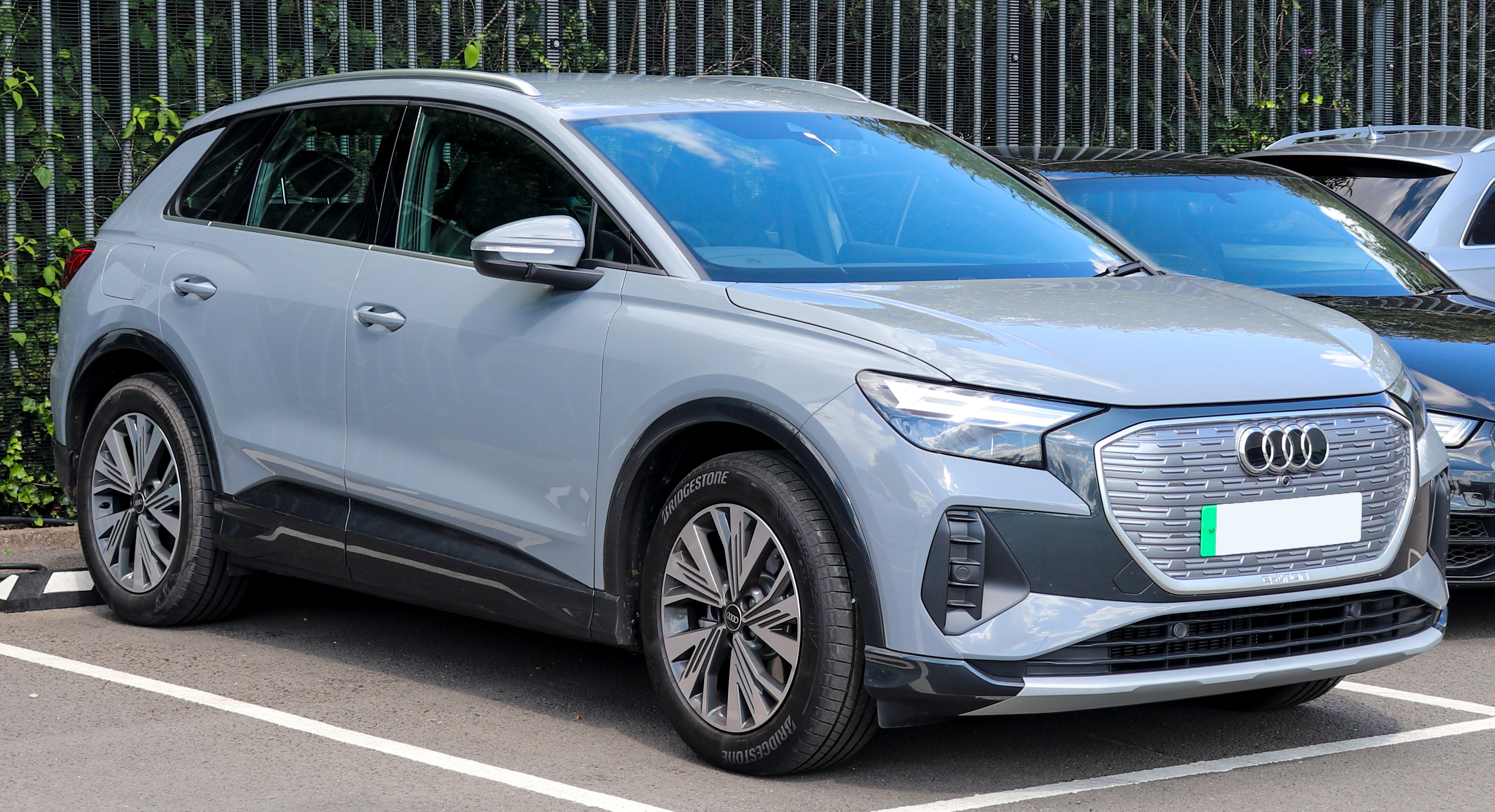
아우디 Q4 e-트론
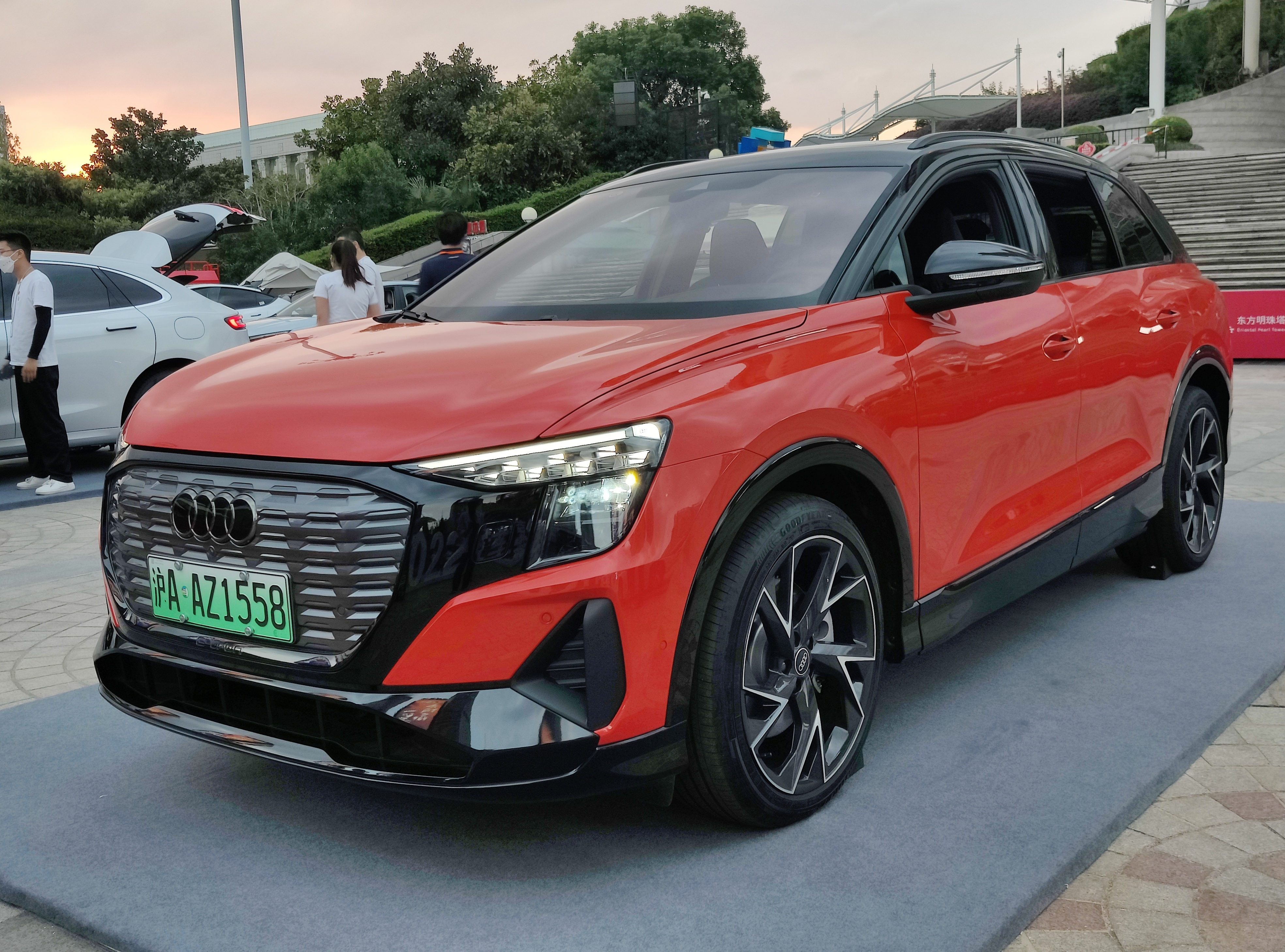
아우디 Q5 e-트론
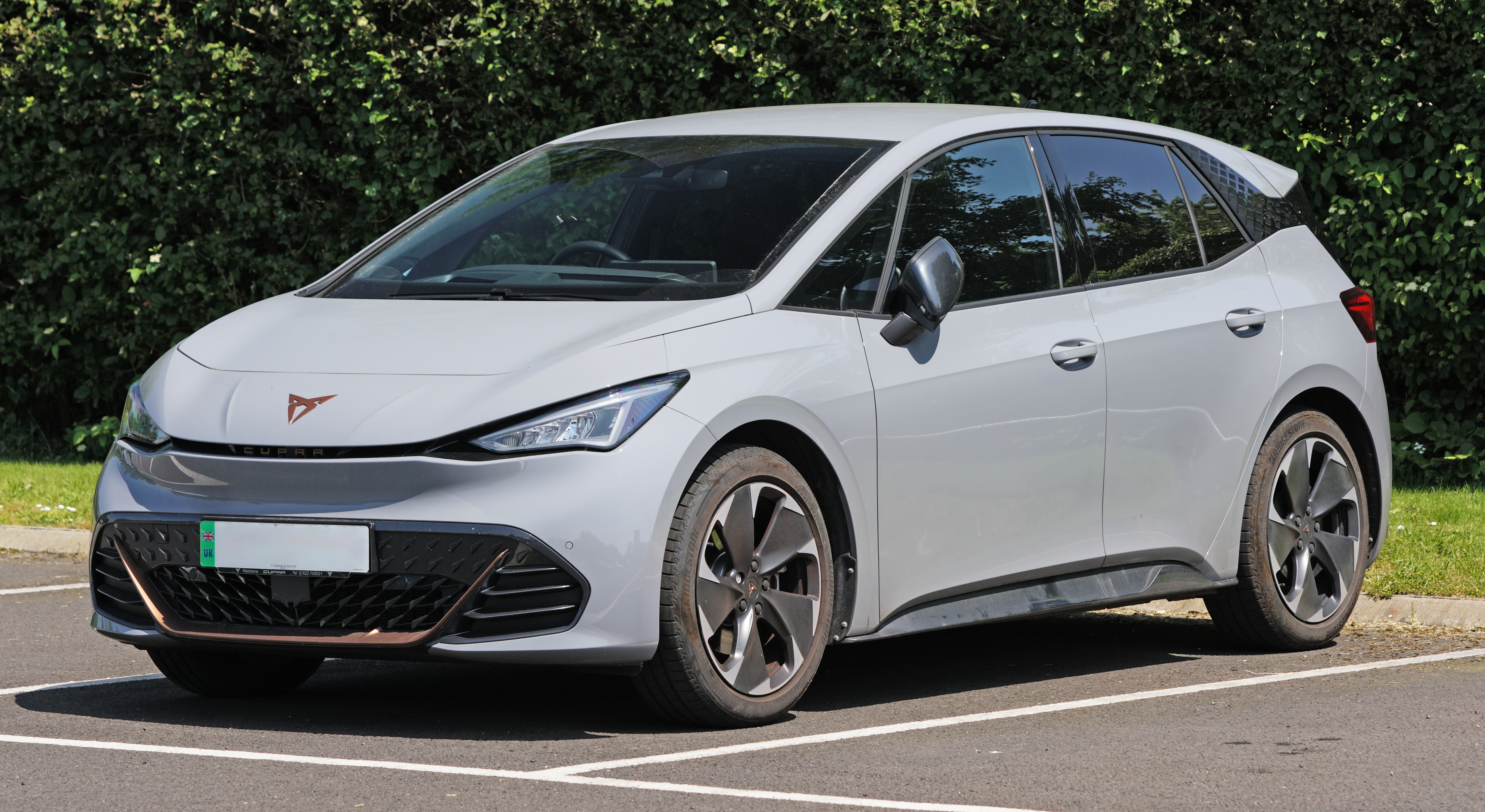
쿠프라 본
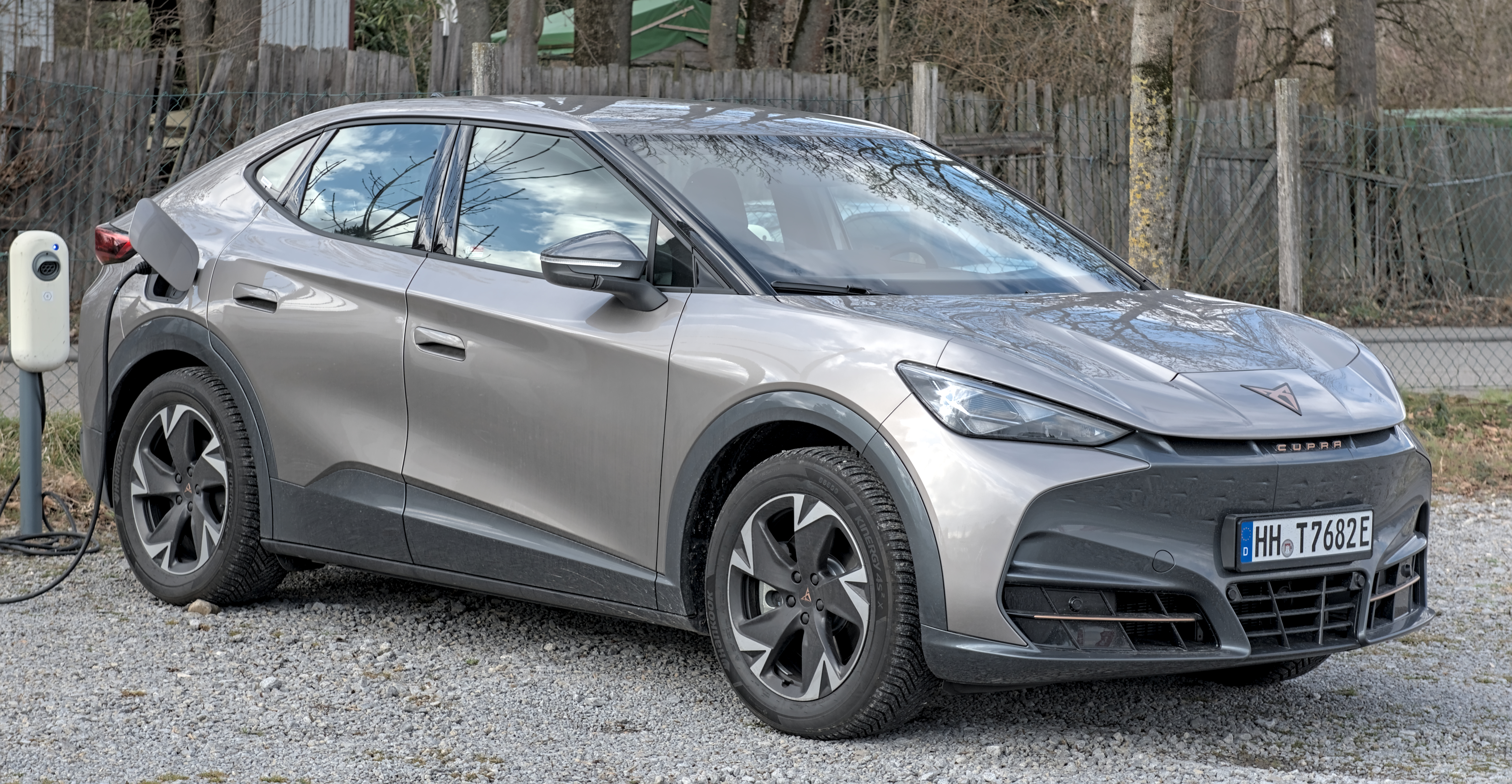
쿠프라 타바스칸
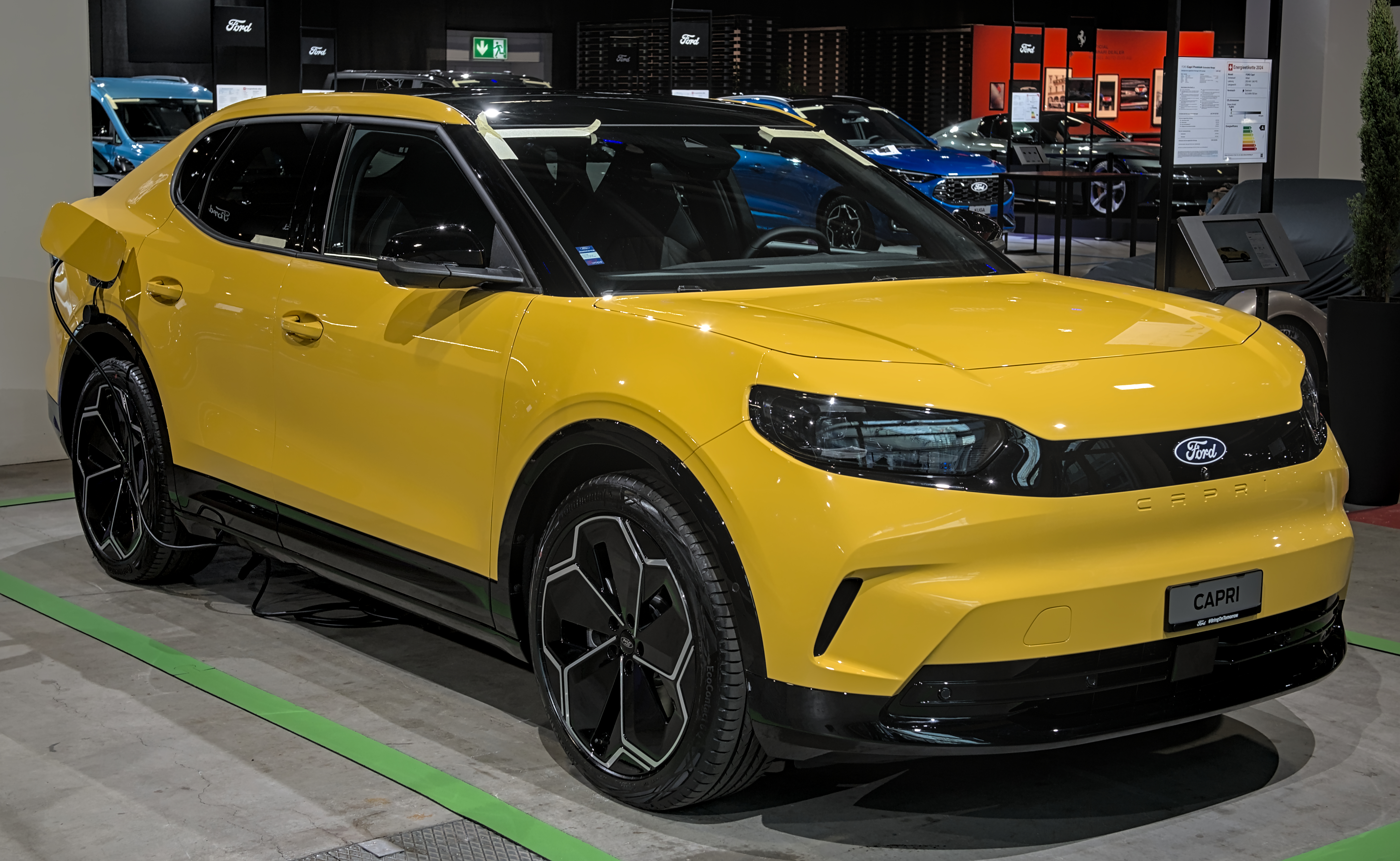
포드 카프리 EV
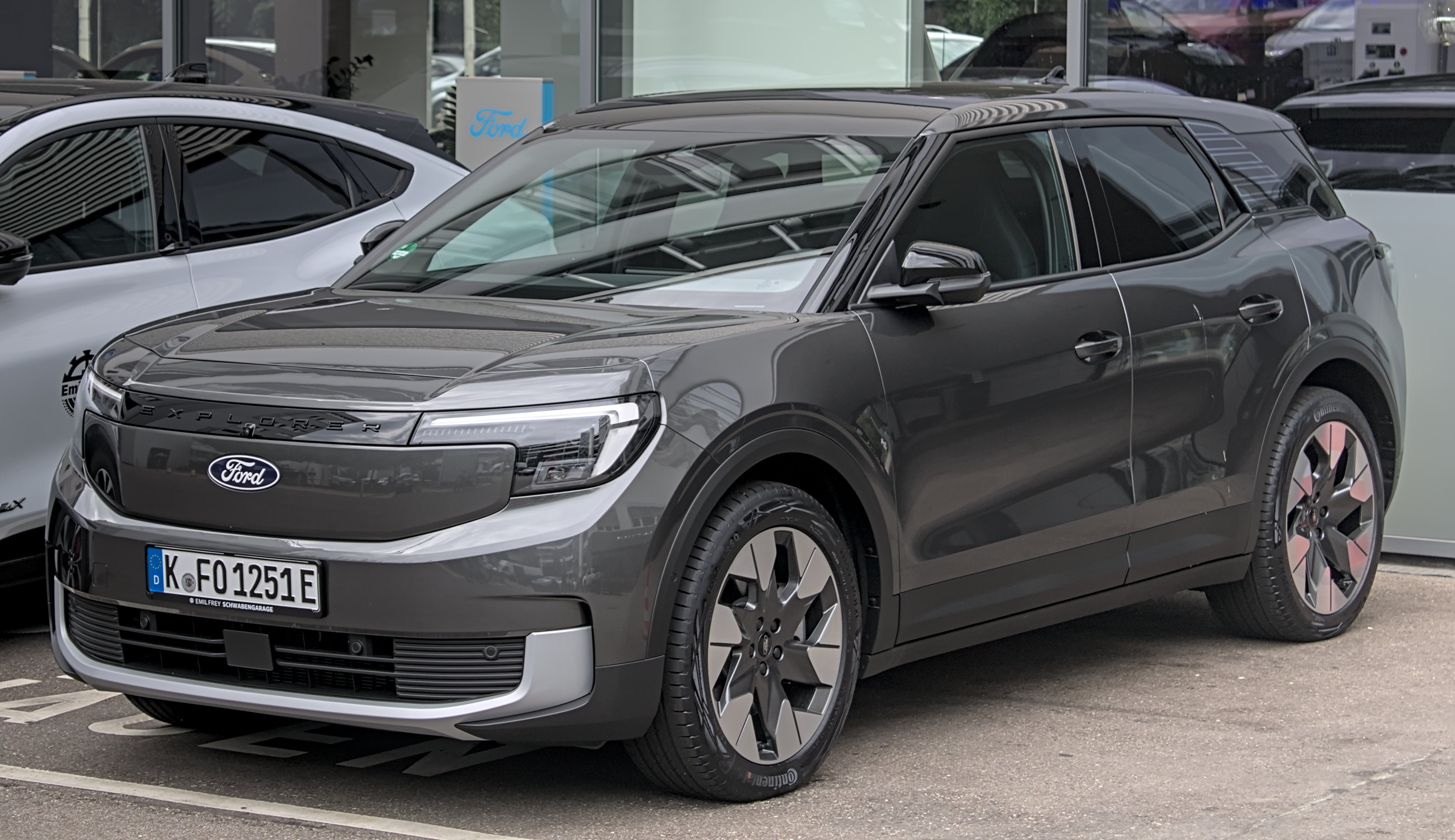
포드 익스플로러 EV
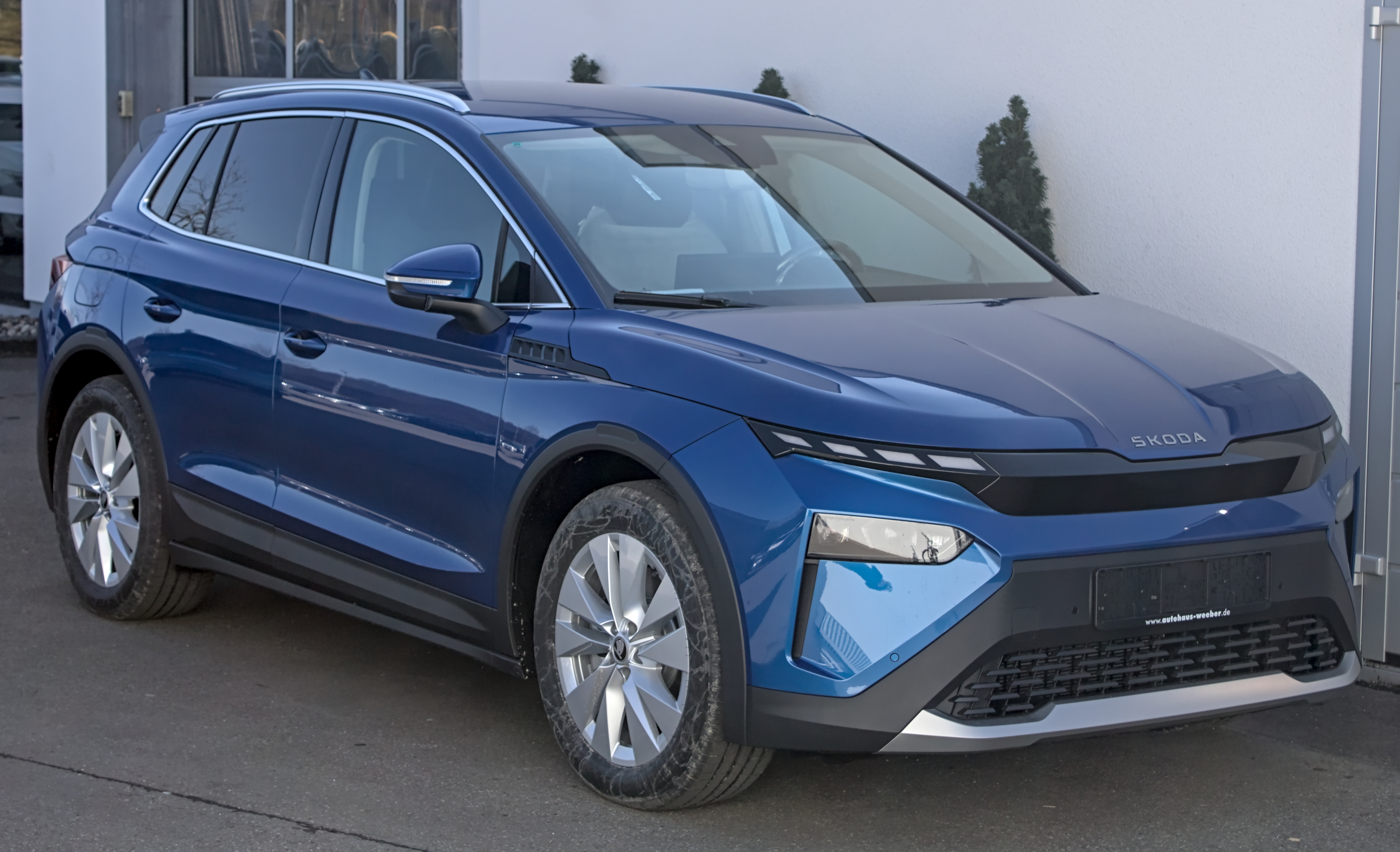
스코다 엘록
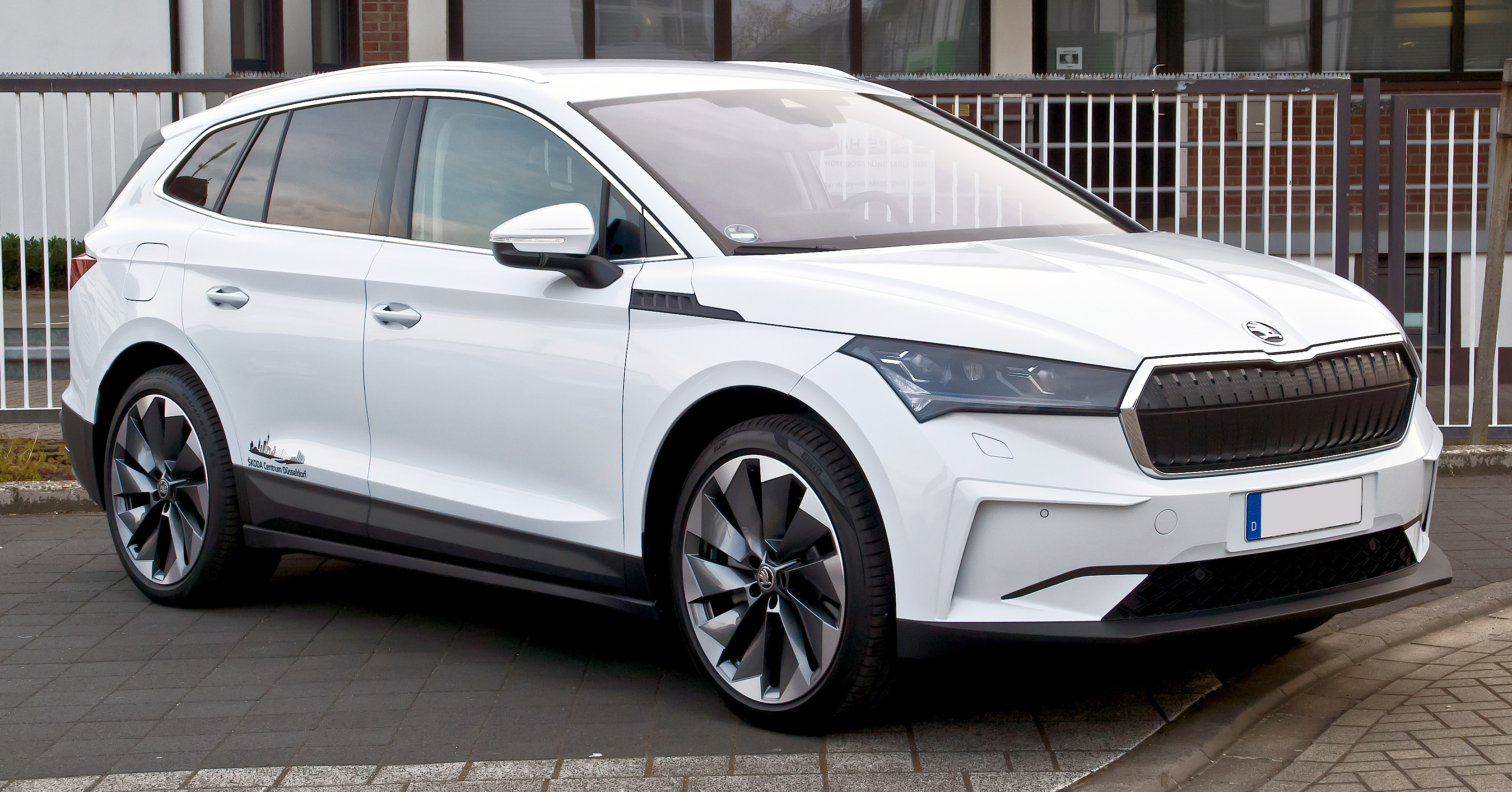
스코다 엔야크
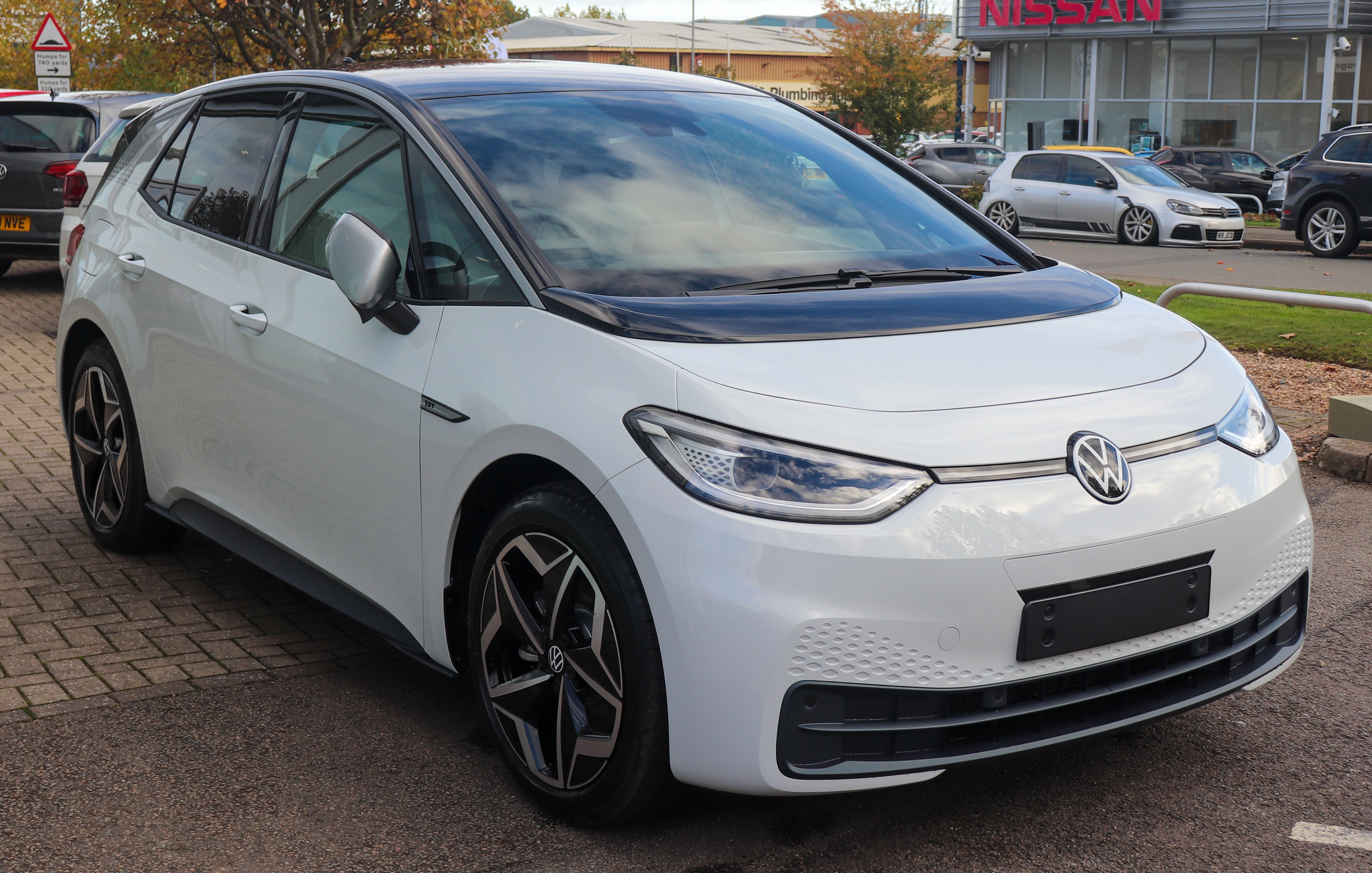
폭스바겐 ID.3
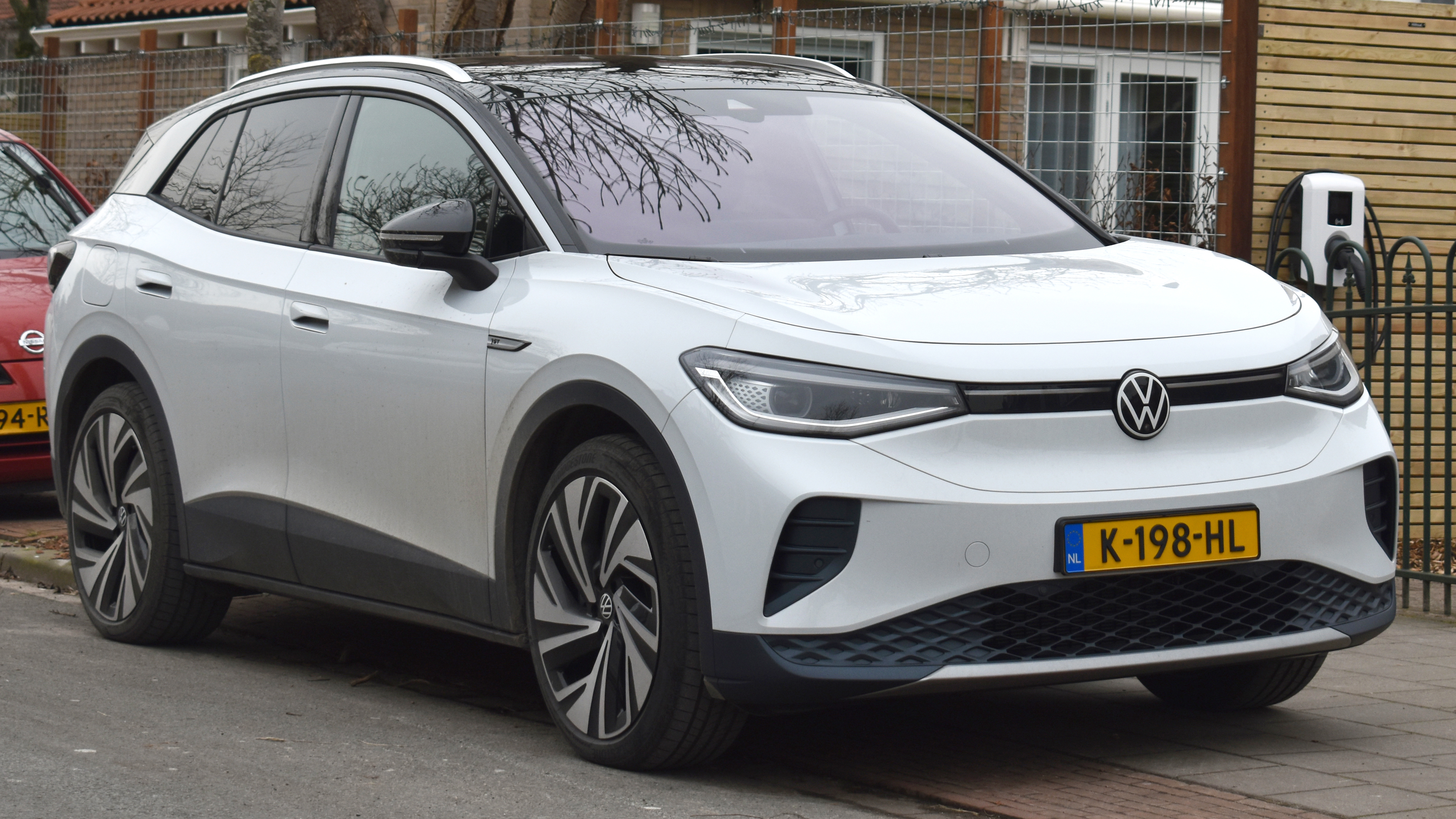
폭스바겐 ID.4
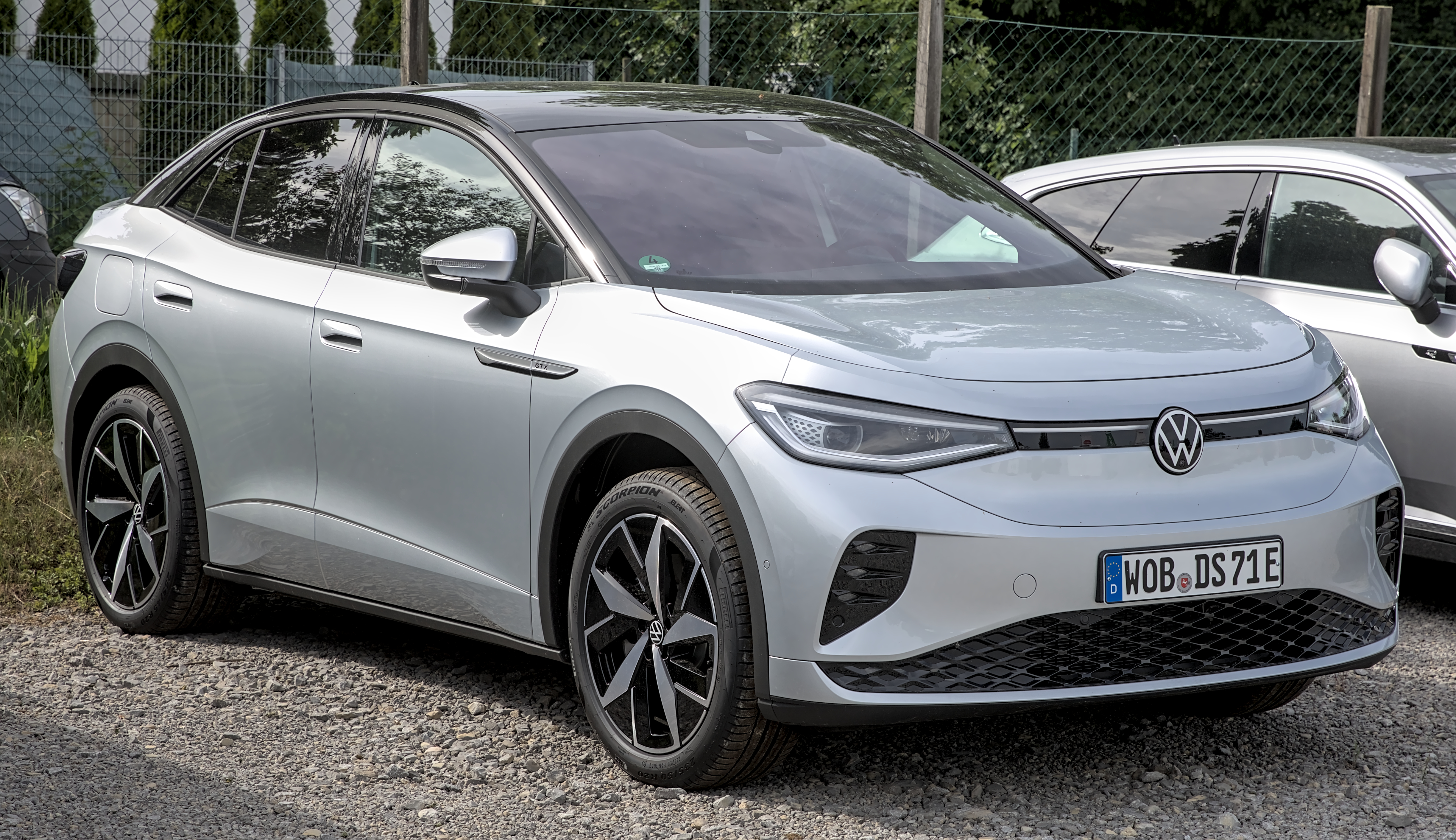
폭스바겐 ID.5
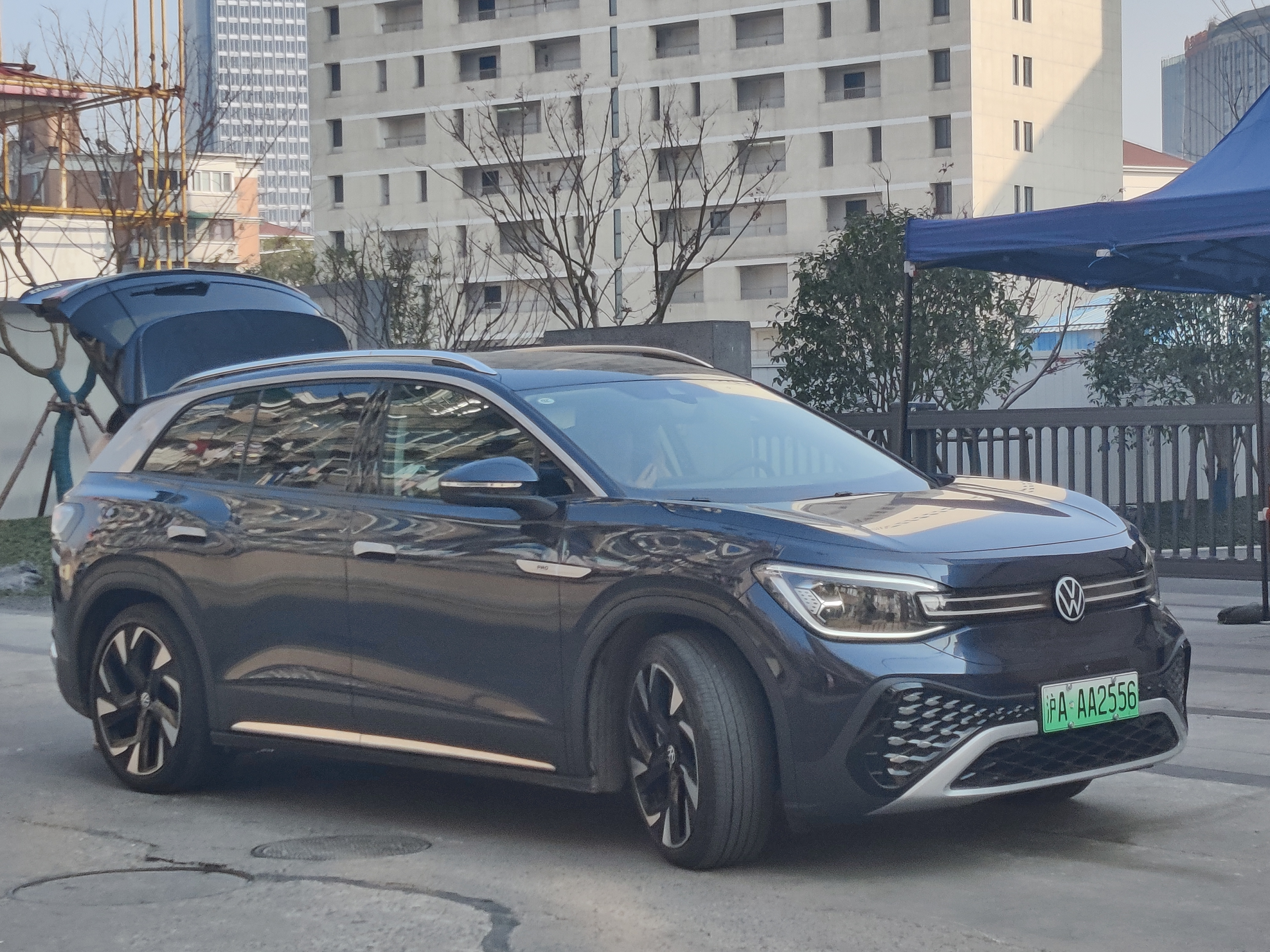
폭스바겐 ID.6
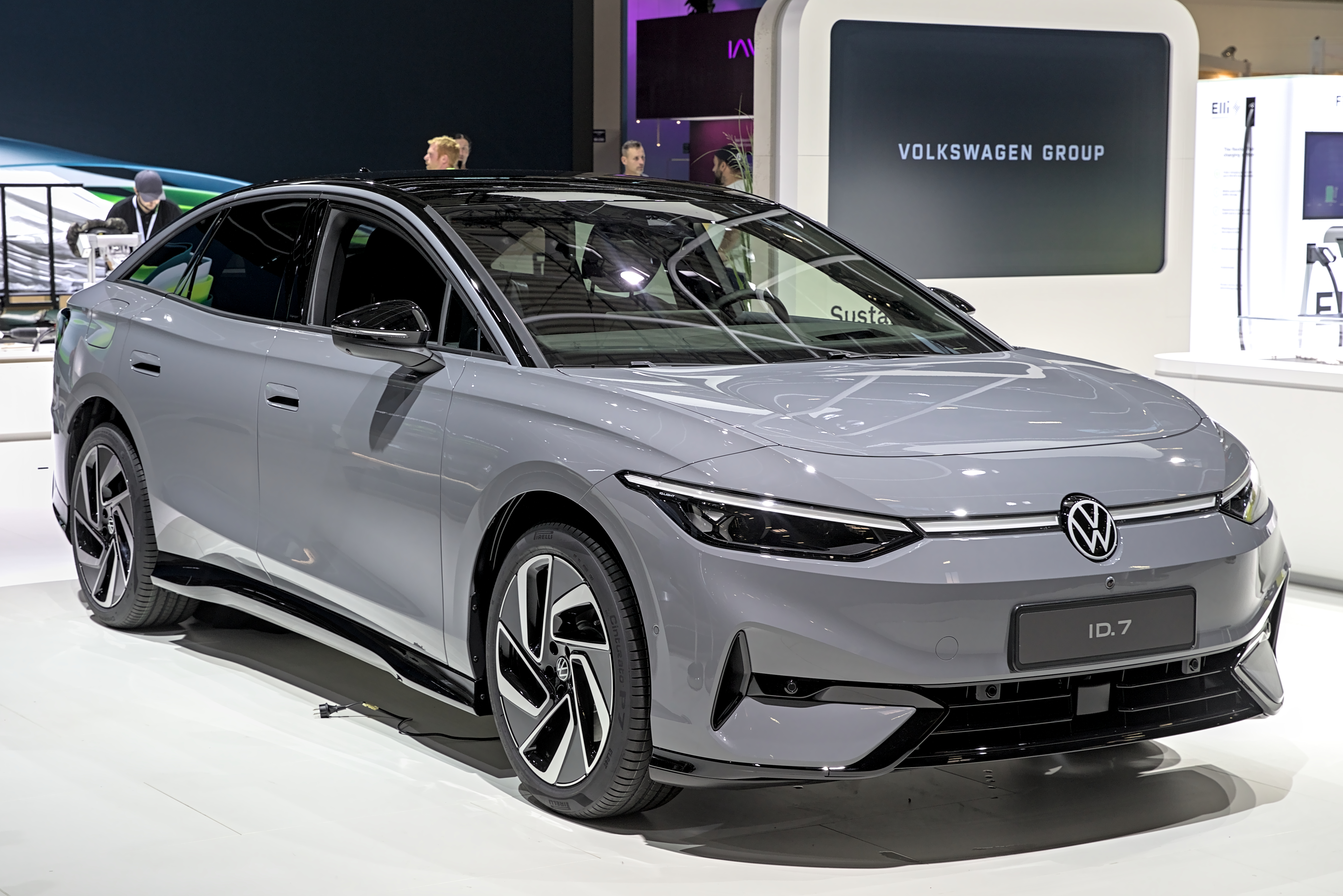
폭스바겐 ID.7
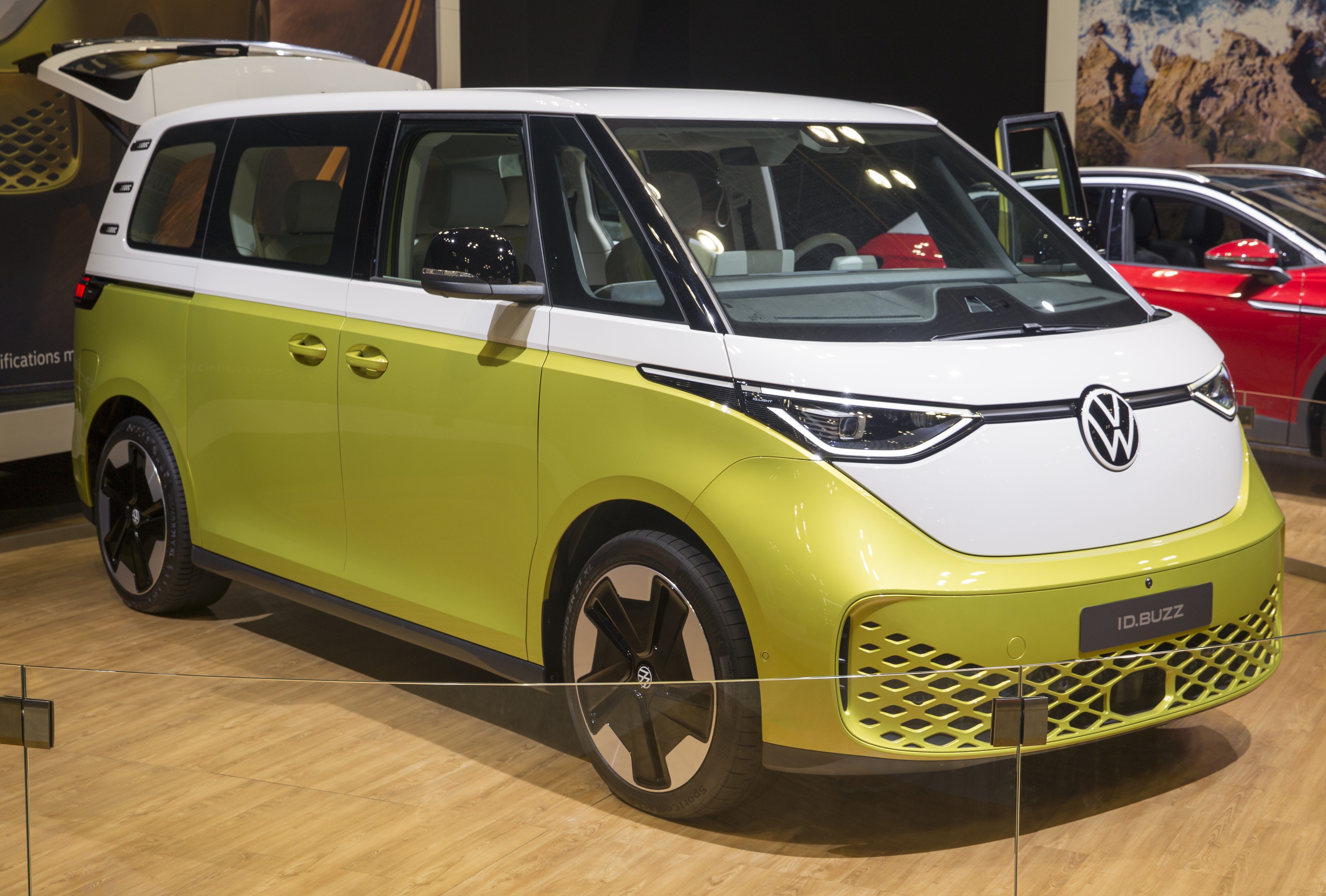
폭스바겐 ID. 버즈

### 컨셉트 차량
- 쿠프라 라발[31]
- 스코다 에픽
- 폭스바겐 ID. 버기[32][33]
- 폭스바겐 ID. 라이프[34]
- 폭스바겐 ID.2all/ID.GTI

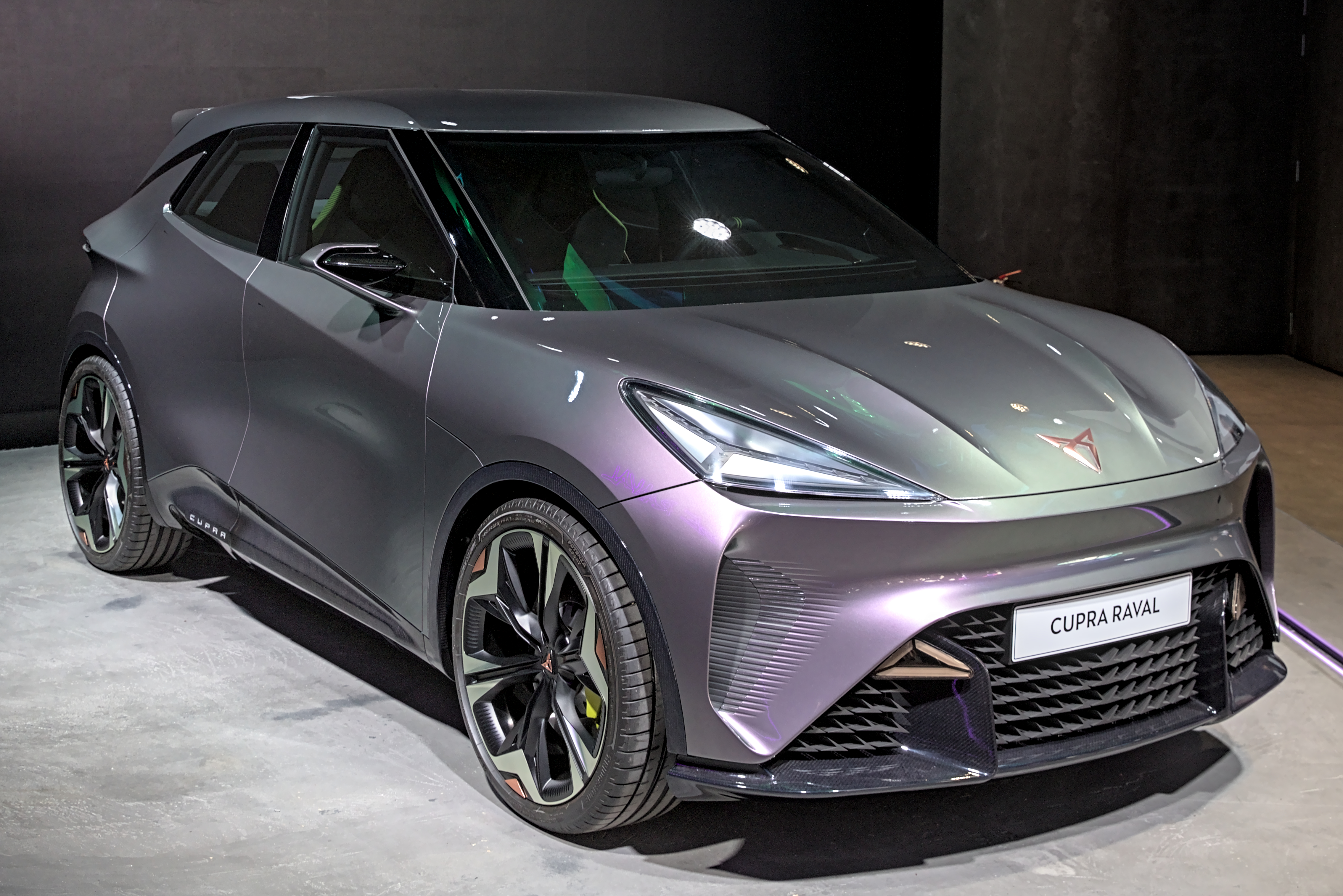
쿠프라 라발
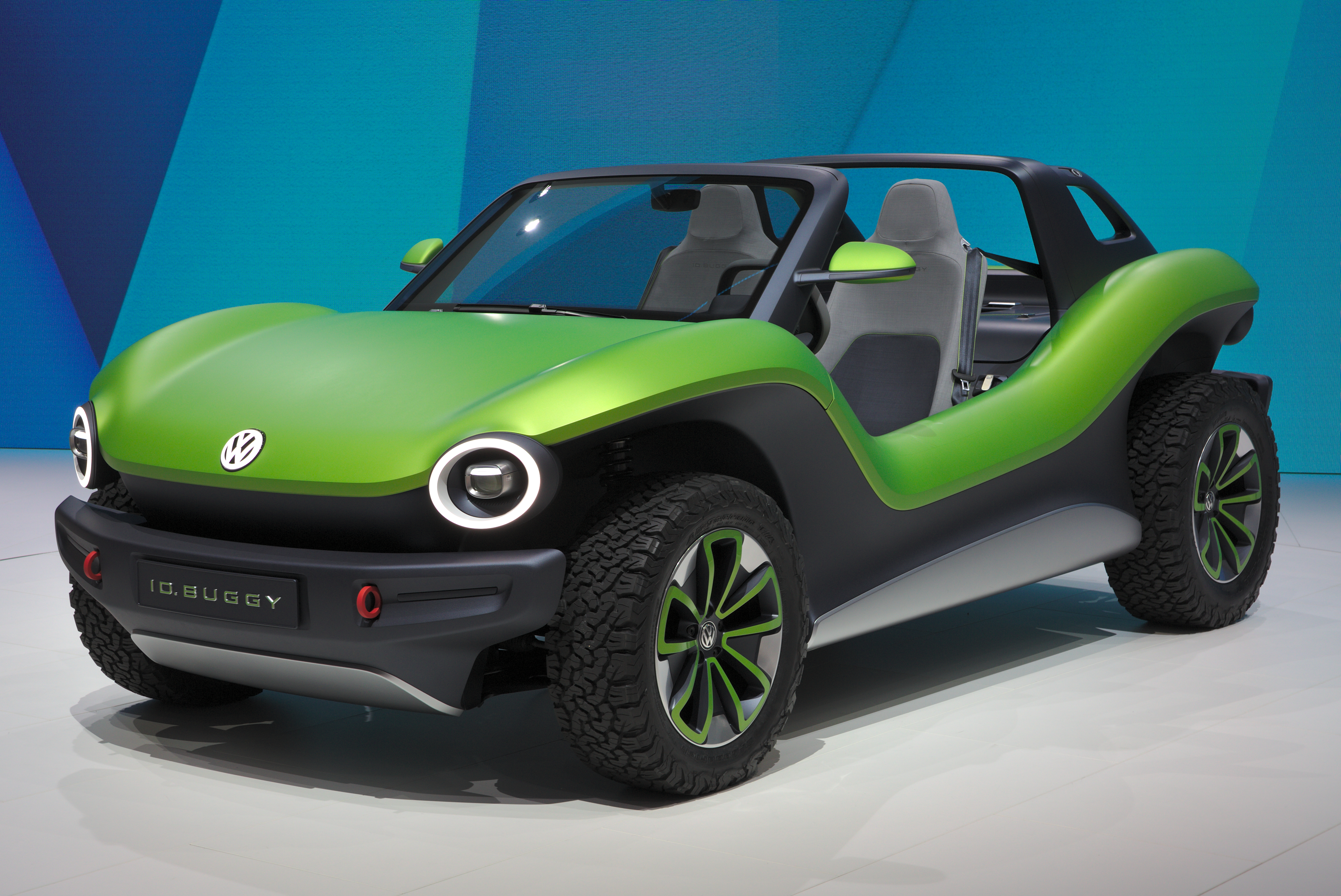
폭스바겐 ID. 버기
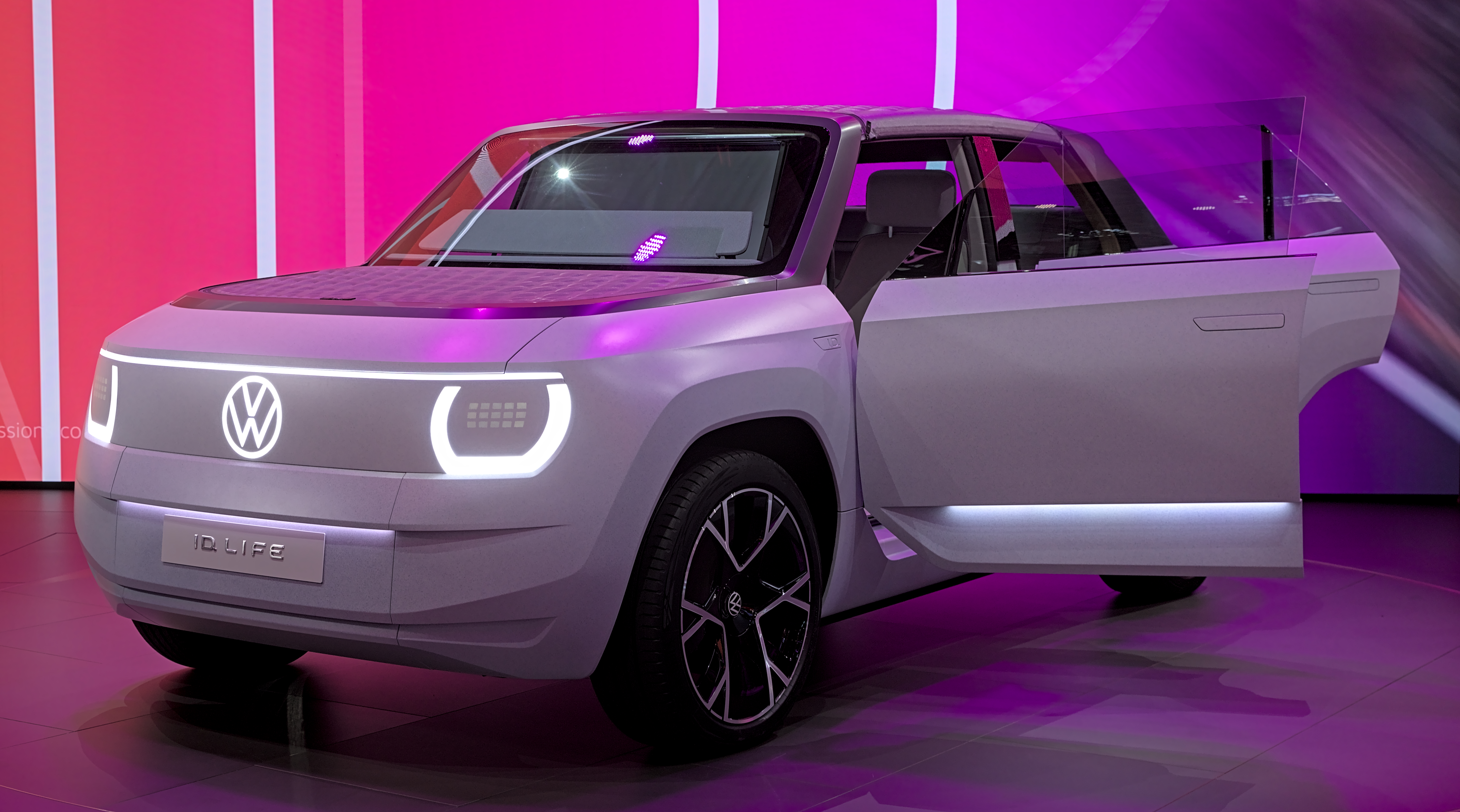
폭스바겐 ID. 라이프
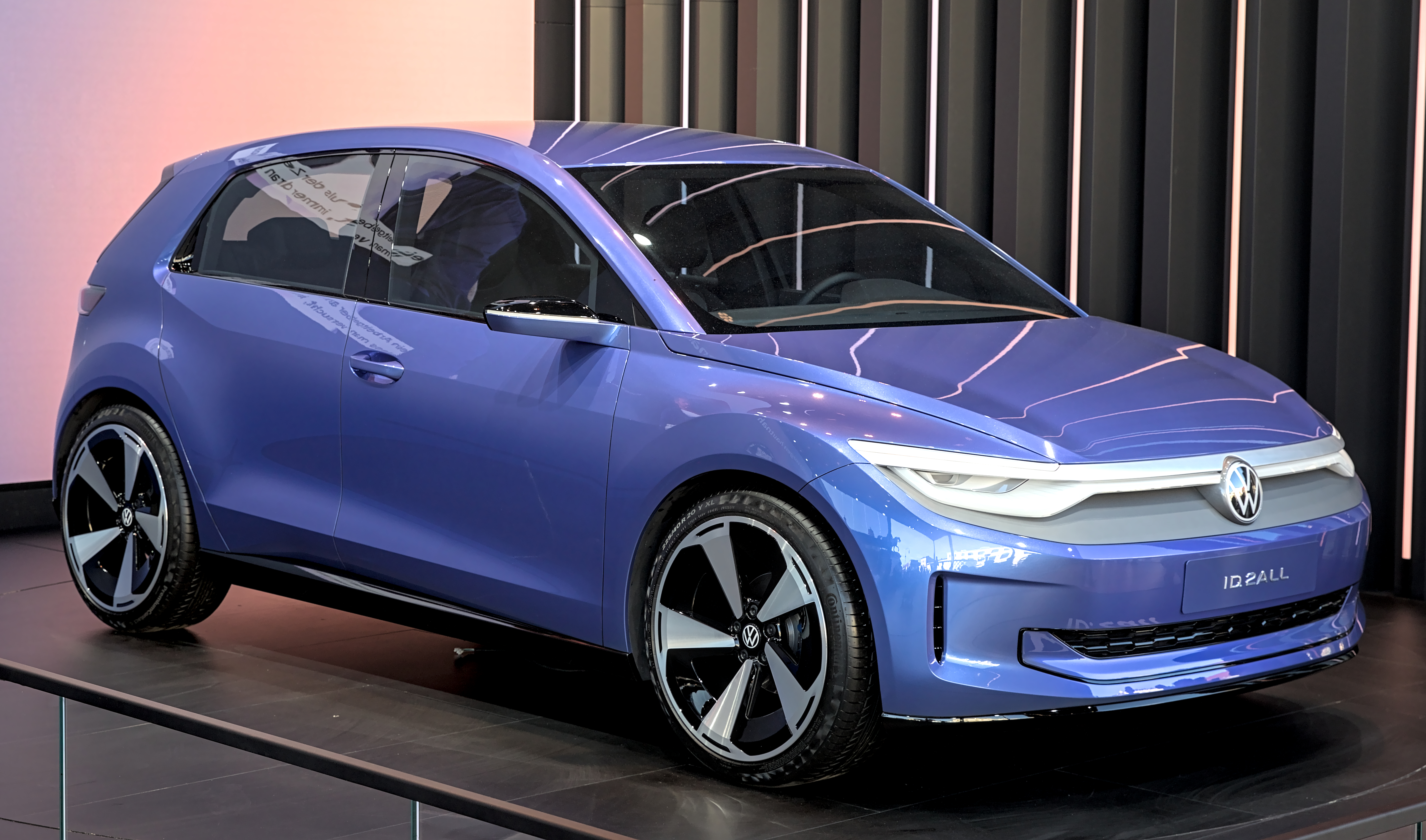
폭스바겐 ID. 2all
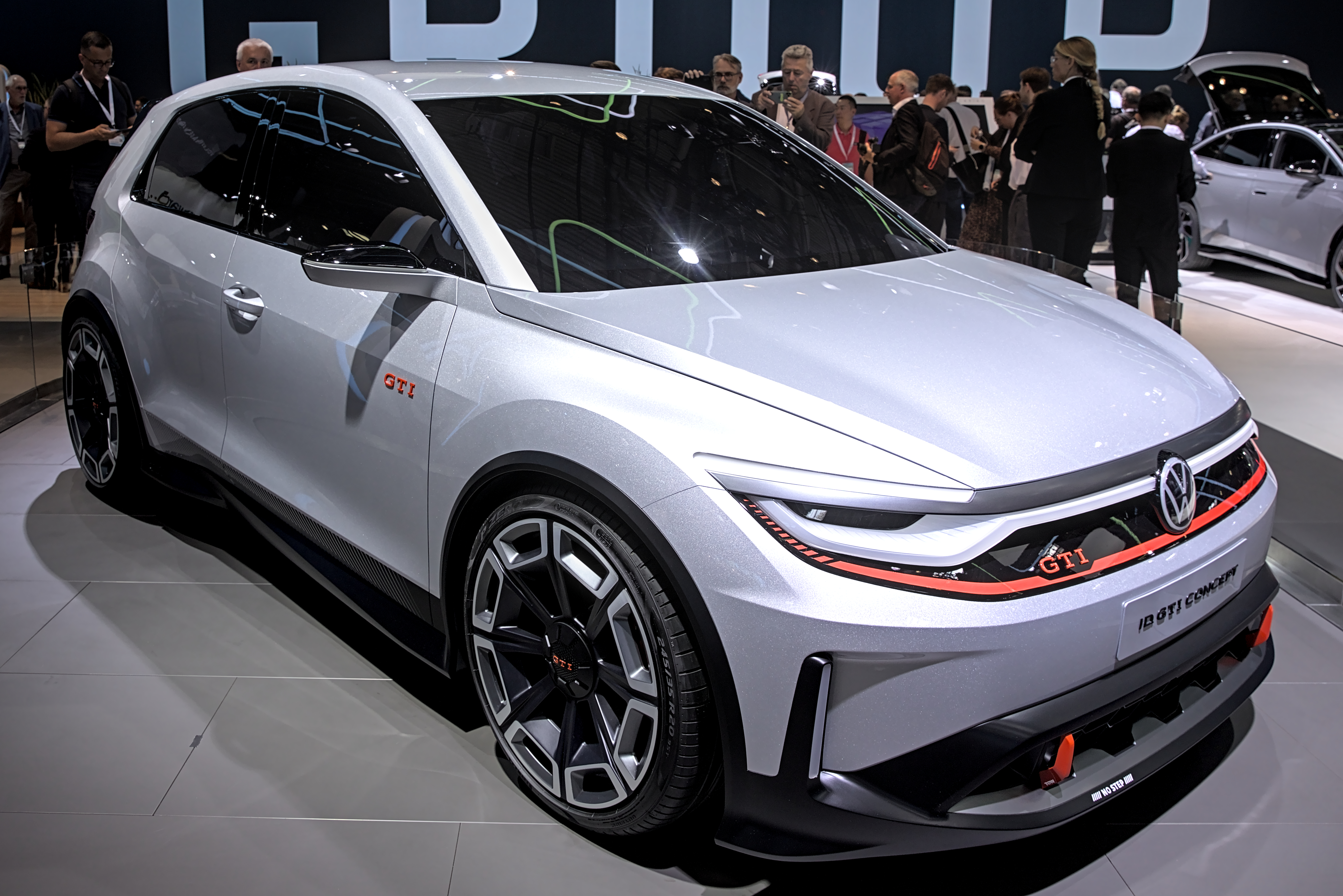
폭스바겐 ID. GTI

## 다른 제조사와의 판매
2018년, 폭스바겐은 폭스바겐 그룹 외부의 제조사들과 플랫폼을 공유할 의향이 있다고 발표했다. 폭스바겐은 플랫폼 외에도 개별 부품은 물론 차체 개발 및 계약 생산도 제안했다.

### 포드
2018년 말, 양사는 기술 공유에 대한 논의를 발표했다. 2019년에는 계획된 생산량이 60만 대에서 120만 대로 두 배 증가했다. 포드는 익스플로러 EV와 카프리 EV 두 모델을 생산할 계획이다.

### 피스커 (취소됨)
2020년 7월, 피스커는 2019년 말에 이미 공개된 피스커 오션에 MEB를 사용하는 것에 대해 폭스바겐과 협상 중이라고 발표했다. 한 달 뒤, 협상은 중단되었다.
2020년 10월, 마그나 슈타이어가 마그나 자체 EV 기술을 사용하여 차량을 조립할 것이라고 발표되었다.

### 마힌드라
마힌드라는 2022년 말, 마힌드라의 곧 출시될 EV 플랫폼인 "잉글로(Inglo)"에 MEB 부품을 사용할 계획이라고 발표했다. 마힌드라는 잉글로를 기반으로 5대의 차량을 출시할 계획이었다.

## 전동기

### 후축

#### APP 310
MEB 플랫폼은 영구 자석 브러시리스 모터인 APP 310 전동기를 지원한다. 폭스바겐이 전적으로 개발한 이 모터의 이름 "APP"는 모터와 변속기가 축과 평행하게 배열되어 있다는 의미이며, "310"은 최대 토크 310Nm를 나타낸다. 최대 토크는 낮은 엔진 속도에서 달성되므로 전체 회전 속도 범위에 1단 변속기로 충분하다. 변속기와 함께 모터의 무게는 약 90kg에 불과하다.
이 모터는 독일 카셀과 중국 톈진시의 부품 공장에서 생산되며, 회전자와 고정자는 이탈리아의 Eurotranciatura S.p.a.에서 생산된다.

#### APP 550
APP 550은 2023년 4월에 공개되었으며, 이름 체계가 시사하듯이 550Nm를 제공한다. APP 310과 크기는 동일하다. 보도 자료에 따르면 개선된 인버터를 통해 효율이 증가했다.

### 선택 사항 전축
사륜구동 모델에는 보조 전축 모터가 장착된다. 이 모터는 3상 교류 유도 전동기이다. 가속 또는 핸들링에 필요할 때만 사용된다. 마그나 자회사에서 구매한다.

## 생산량
| 모델               | 2019 | 2020   | 2021    | 2022    | 2023    | 합계      |
| ------------------ | ---- | ------ | ------- | ------- | ------- | --------- |
| 폭스바겐 ID.3      | 50   | 64,259 | 73,738  | 83,432  | 142,216 | 363,695   |
| 폭스바겐 ID.4/5    | -    | 6,487  | 134,319 | 207,934 | 223,425 | 572,165   |
| 스코다 엔야크 iV   | -    | 939    | 49,811  | 57,213  | 86,732  | 194,695   |
| 아우디 Q4 e-트론   | -    | -      | 27,519  | 58,764  | 125,441 | 211,724   |
| 폭스바겐 ID.6      | -    | -      | 20,461  | 38,846  | 15,926  | 75,233    |
| 쿠프라 본          | -    | -      | 4,801   | 36,153  | 45,748  | 86,702    |
| 아우디 Q5 e-트론   | -    | -      | 99      | 3,113   | 5,506   | 8,718     |
| 폭스바겐 ID. 버즈  | -    | -      | -       | 11,013  | 35,272  | 46,285    |
| 폭스바겐 ID.7      | -    | -      | -       | -       | 8,592   | 8,592     |
| 포드 익스플로러 EV | -    | -      | -       | -       | -       | 0         |
| 포드 카프리 EV     | -    | -      | -       | -       | -       | 0         |
| 연간               | 50   | 71,685 | 310,748 | 496,468 | 688,858 | 1,567,809 |

### 글로벌 시장 점유율
|                   | 2019      | 2020      | 2021      | 2022      |
| ----------------- | --------- | --------- | --------- | --------- |
| MEB 생산량        | 50        | 71,685    | 310,748   | 496,468   |
| 글로벌 BEV 판매량 | 1,692,000 | 2,270,800 | 4,805,280 | 7,681,060 |
| 시장 점유율       | 0.00%     | 3.16%     | 6.47%     | 6.46%     |

## 같이 보기
- 폭스바겐 ID. 시리즈
- 폭스바겐 그룹 프리미엄 플랫폼 전기 – 프리미엄 자동차를 위한 유사 플랫폼
- 폭스바겐 그룹 스케일러블 시스템 플랫폼 – 2026년부터 도입될 유사 플랫폼[50]
- 폭스바겐 그룹 플랫폼 목록
- 현대 E-GMP – 유사한 다목적 전기 플랫폼